# Мијане
Мијане (итал. Miane) је насеље у Италији у округу Тревизо, региону Венето.
Према процени из 2011. у насељу је живело 1985 становника. Насеље се налази на надморској висини од 256 м.

## Становништво
Према резултатима пописа становништва 2011. у општини је живело 3.436 становника.
| 1951. | 1961. | 1971. | 1981. | 1991. | 2001. | 2011. |
| ----- | ----- | ----- | ----- | ----- | ----- | ----- |
| 3.943 | 3.564 | 3.231 | 3.309 | 3.322 | 3.416 | 3.436 |